# Impero di Cina (1915-1916)
L'Impero di Cina del 1915-1916 fu il tentativo di Yuan Shikai, presidente della Repubblica di Cina, di ripristinare l'impero cinese a proprio vantaggio. La restaurazione durò poco, ma il suo fallimento ebbe la conseguenza di privare la Cina di un forte governo centrale.

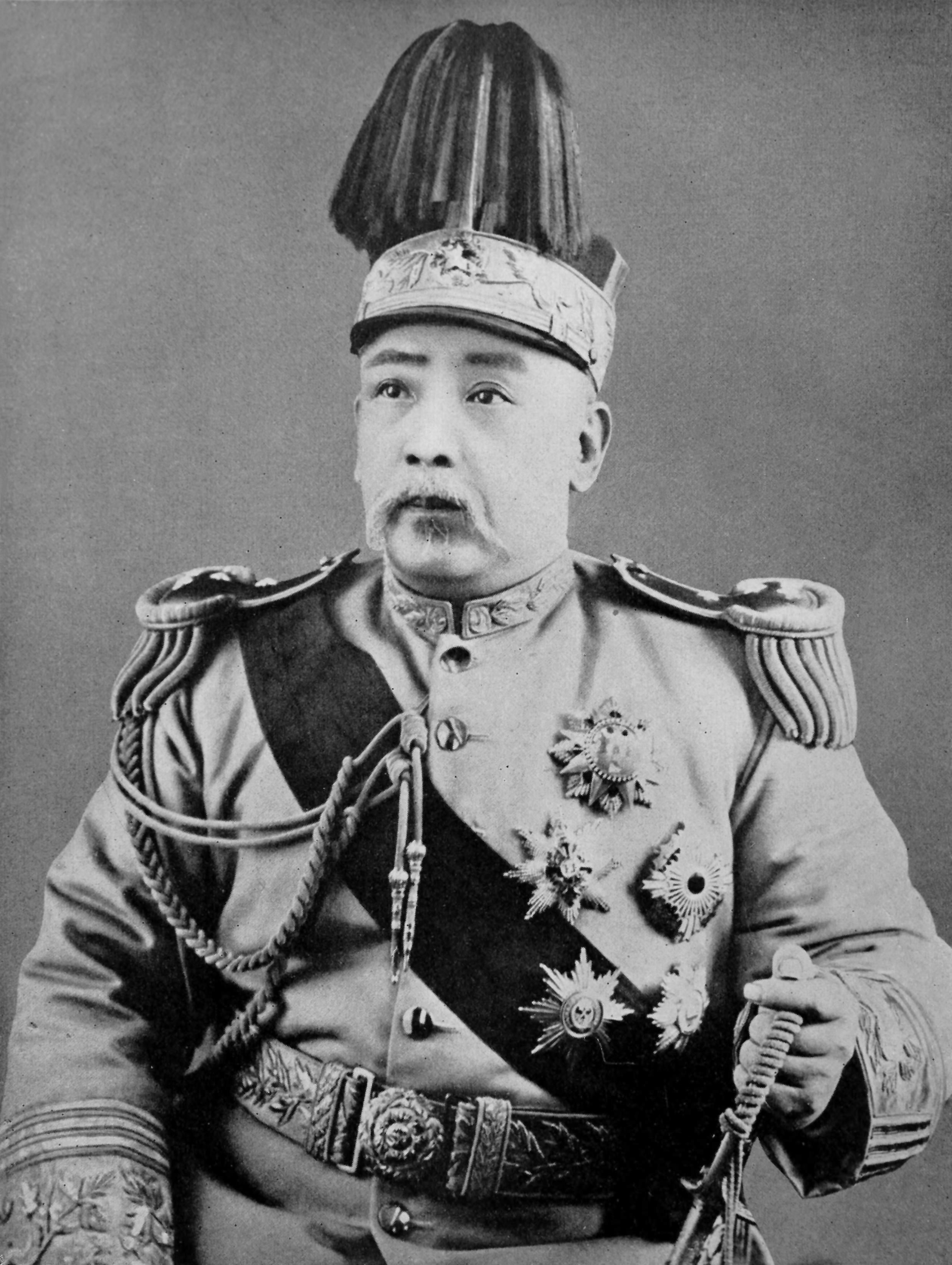
Yuan Shikai in tenuta imperiale.

## Contesto

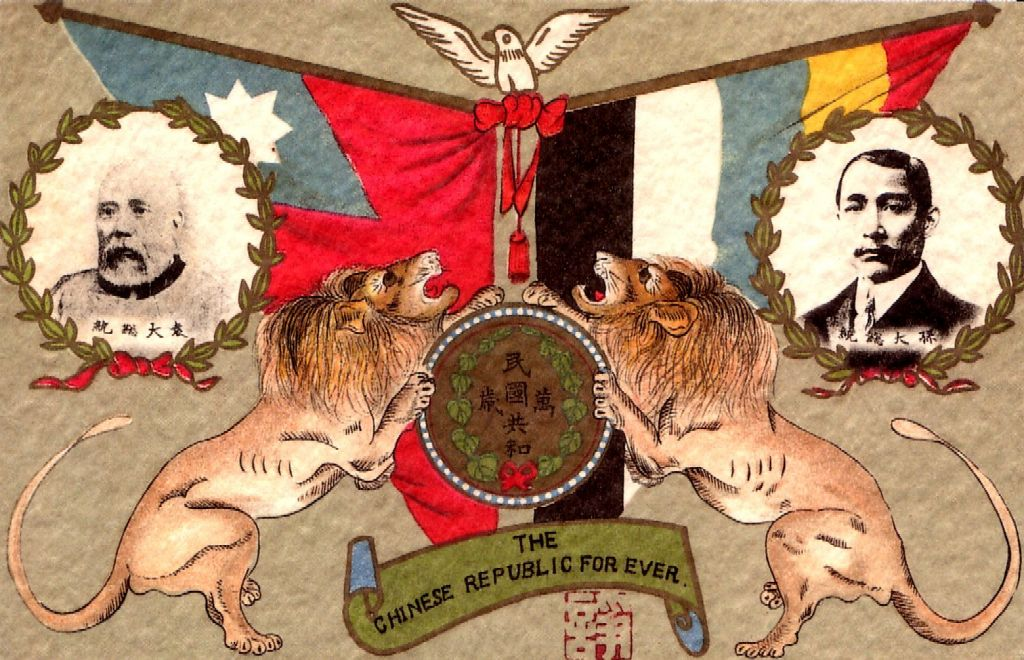
Commemorazione di Yuan Shikai e Sun Yat-sen.

La bandiera a cinque colori, emblema nazionale della Cina dal 1912 al 1928.

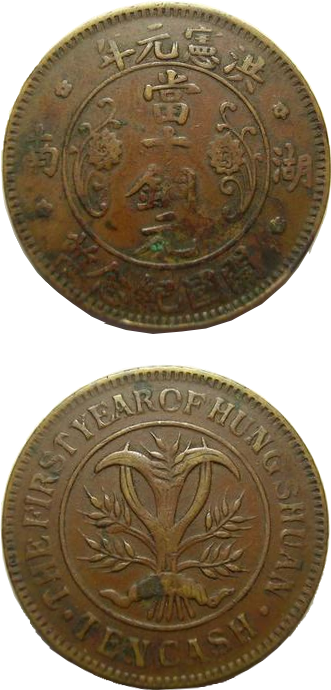
Moneta coniata dal regime imperiale di Yuan Shikai, datata anno I dell'era Hongxian.

Nel marzo 1912, Sun Yat-sen, fino a quel momento presidente provvisorio, lasciò a Yuan Shikai, capo del Corpo d'armata del Pei-yang, la presidenza della Repubblica di Cina.
Venne adottata una costituzione provvisoria sotto forma di una legge convenzionale, e in agosto e settembre le leggi elettorali istituirono la Camera dei Deputati. A febbraio del 1913, le elezioni diedero la maggioranza al Kuomintang. Song Jiaoren, il braccio destro di Sun Yat-sen, era ben posizionato per diventare primo ministro, ma venne assassinato il mese successivo. Yuan Shikai fu sospettato di aver ordinato l'omicidio per impedire che la sua autorità venisse messa in discussione. Nel corso dell'anno, Yuan Shikai organizzò un giro di vite sui membri del Kuomintang, spodestando i tre governatori provinciali che erano membri del partito e praticando la corruzione in entrambe le assemblee legislative e dal luglio 1913 usò la forza. Il 4 novembre, il Kuomintang venne dichiarato illegale e i giornali dell'opposizione vennero banditi. Sun Yat-sen e altri oppositori si rifugiarono in Giappone chiedendo una "Seconda Rivoluzione" (二次革命), questa volta diretta contro la dittatura di Yuan Shikai. Nel gennaio del 1914, Yuan Shikai sciolse ciò che rimaneva del parlamento e nominò nuovi parlamentari al suo soldo. I governatori provinciali vennero sostituiti da governatori militari. La costituzione provvisoria del 1912 fu annullata e sostituita, nel maggio 1914, da un testo che estendeva considerevolmente i poteri del presidente. Questa costituzione era integrata da un emendamento che portava a 10 anni la durata del mandato presidenziale, rinnovabile senza rielezione.

### Le ventuno domande del Giappone

Bandiera imperiale, variante del vessillo a cinque colori. Il rosso, simbolo dell'etnia han, si estende su tutta la bandiera e domina gli altri colori.

Seconda versione della bandiera imperiale.

Alleato alla Triplice intesa, come la Cina, il Giappone conquistò e annesse i possedimenti tedeschi della provincia dello Shandong. Nel gennaio del 1915, il governo di Shigenobu Ōkuma formulò un elenco di ventuno richieste volto a rendere la Cina un protettorato giapponese. Il ministro giapponese lo presentò segretamente a Yuan Shikai. Quest'ultimo non rifiutò, ma i ritardi, portarono i giapponesi a dargli un ultimatum il 7 maggio 1915. Egli accettò alcune richieste e le rese pubbliche, portando a una protesta degli Stati Uniti ed a un movimento di opinione in Cina. Il 25 maggio 1915, le ventuno richieste furono inizialmente adottate, ma ciò provocò il boicottaggio di merci e banche giapponesi. I capi della protesta lanciarono una sottoscrizione nazionale tendente a raccogliere fondi per consentire alla Cina di essere abbastanza forte da resistere alle richieste giapponesi. La reazione cinese e la pressione occidentale costrinsero l'Impero giapponese a riconsiderare le sue richieste.

## Restaurazione imperiale
Giudicando la situazione favorevole, Yuan Shikai cercò di rafforzare ulteriormente il suo potere. Alcuni dei suoi seguaci, come Yang Du, gli consigliarono di restaurare la monarchia e assumere il titolo di imperatore. Dall'agosto 1915 era prevista la restaurazione imperiale. Il discorso ufficiale di Yuan Shikai chiedeva il ripristino di un forte potere centrale al fine di portare stabilità in Cina e resistere alla pressione giapponese.
L'11 dicembre 1915, con una messa in scena sapientemente orchestrata, l'assemblea, sotto gli ordini di Yuan Shikai, gli offrì l'incarico di Imperatore. Yuan Shikai inizialmente finse di rifiutare, ma poi accettò, alla fine della giornata, quando il parlamento ribadì la sua richiesta. Il 12 dicembre, Yuan Shikai proclamò ufficialmente la restaurazione imperiale, prendendo il titolo di Grande Imperatore di Cina (中華帝國大皇帝), assumendo il nome di Hongxian e distribuendo titoli nobiliari ai suoi seguaci.
La restaurazione suscitò l'immediata opposizione dei governatori provinciali e dei capi militari. I primi a ribellarsi furono i generali Cai E in Yunnan e Li Liejun nello Jiangxi. Gli insorti decretarono la formazione dell'"Esercito di protezione nazionale" (護國軍), mentre altre province proclamarono la loro indipendenza. Il Corpo d'armata del Pei-yang, le cui truppe erano più pagate, non si oppose con particolare resistenza, alle forze armate in rivolta.
Yuan Shikai cercò di guadagnare tempo rimandando la sua cerimonia di incoronazione. Le potenze straniere ritirarono il loro sostegno, senza scegliere di sostenere un campo specifico, ad eccezione dell'Impero giapponese, che minacciò di invadere la Cina militarmente e sostenne apertamente i repubblicani. Yuan Shikai fece marcia indietro e rinunciò ufficialmente al titolo imperiale il 22 marzo 1916, dopo un regno di 83 giorni, senza mai essere stato incoronato. Cercò di trattare con i suoi avversari proponendo di tornare al governo centrale ma era isolato politicamente. Morì di uremia il 6 giugno 1916.

## Conseguenze
Li Yuanhong, vice-presidente della Repubblica di Cina, divenne capo dello stato, secondo gli ultimi desideri (non costituzionali) di Yuan Shikai. Ripristinò la Costituzione provvisoria del 1912 e il Parlamento, mentre Duan Qirui divenne Primo Ministro. Il 1º agosto 1916, il Kuomintang ebbe la maggioranza della Camera.
L'autorità centrale cinese era tuttavia fortemente indebolita e l'esercito diviso. La situazione portò ad un periodo di alta instabilità e i signori della guerra regnarono indisturbati.